# شيريل ديناي
شيريل ديناي (بالإنجليزية: Cheryl Dunye)‏ هي منتجة أفلام وكاتبة سيناريو ومخرجة وممثلة أمريكية، ولدت في 13 مايو 1966 في ليبيريا. من الجوائز التي نالتها Anonymous Was A Woman Award ‏ سنة 1997.

## جوائز وترشيحات
جوائز
- Anonymous Was A Woman Award [الإنجليزية]‏ (1997)

ترشيحات
- جائزة الروح المستقلة لأفضل مخرج (2002)

## وصلات خارجية
- شيريل ديناي على موقع IMDb (الإنجليزية)
- شيريل ديناي على موقع ألو سيني (الفرنسية)
- شيريل ديناي على موقع أول موفي (الإنجليزية)
- شيريل ديناي على موقع قاعدة بيانات الأفلام السويدية (السويدية)
- شيريل ديناي على موقع قاعدة بيانات الفيلم (الإنجليزية)
- شيريل ديناي على موقع كينوبويسك (الروسية)